# ديبروتودون

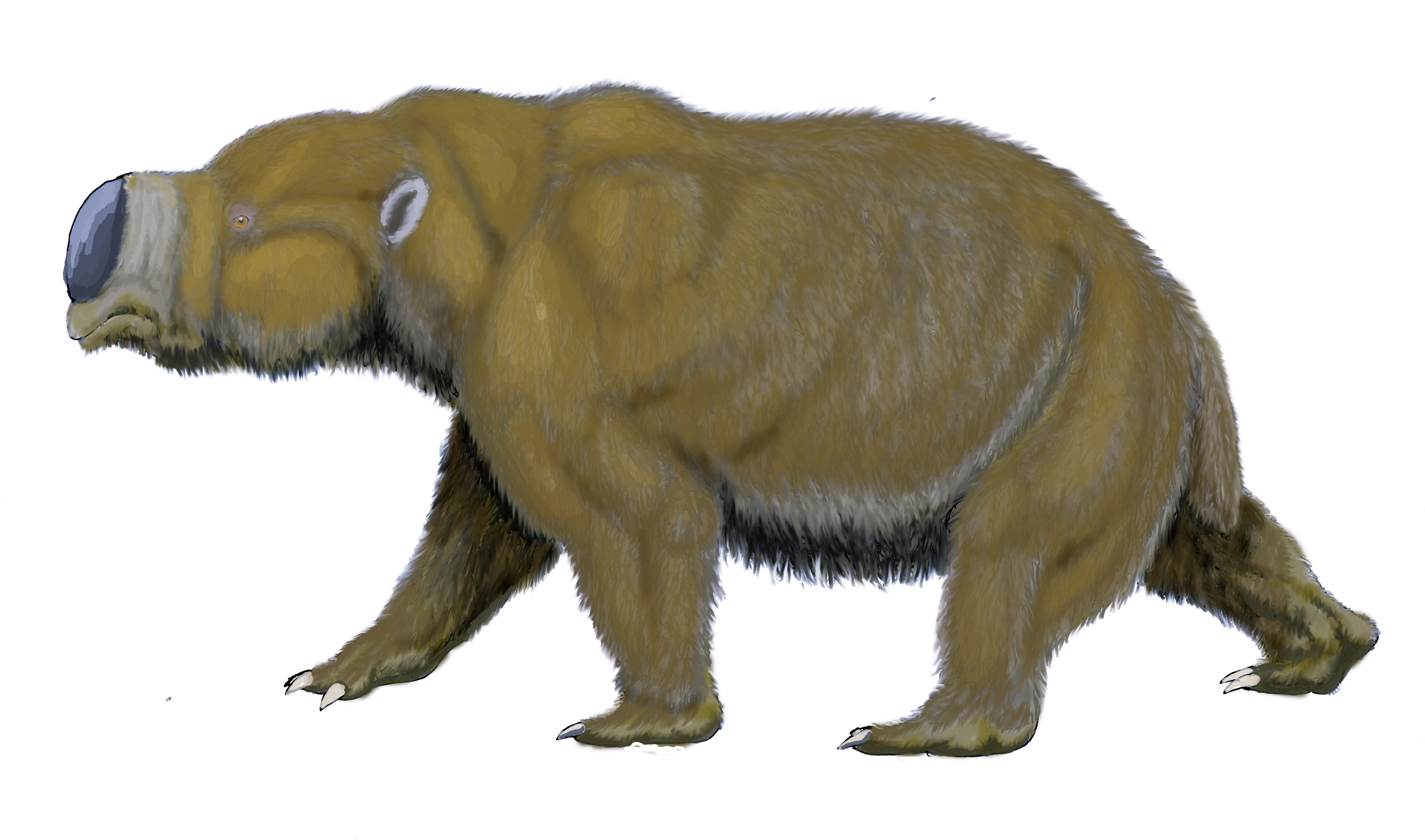
إعادة إنشاء

مقارنة حجم الديپروتودون مع الإنسان

الديپروتودون (Diprotodon) يعني «سِنْتان أماميتان»، هو أكبر جرابي معروف على الإطلاق، عاش مع العديد من أعضاء آخرين في مجموعة غير عادية من الأنواع التي تسمى مجتمعة ميجافونا أسترالية أو حيوانات أستراليا الضخمة (Australian megafauna)، تواجد منذ حوالي 1.6 مليون سنة حتى الانقراض منذ نحو 46,000 سنة مضت، خلال معظم عصر البليستوسين.

## وصلات خارجية
- Australia's lost kingdom on Diprotodon optatum
- BBC science and nature on Diprotodon optatum
- Regional Council of Goyder page on the genera
- Museum Victoria on the Diprotodontids
- Museum Victoria view of a Diprotodon skull نسخة محفوظة 5 مارس 2016 على موقع واي باك مشين.
- South Australian Museum information
- Description of Price's research